# Катедрала и цркве Ечмијадзина и археолошки локалитет Звартноц
Катедрала и цркве Ечмијадзина и археолошки локалитет Звартноц су грађевине које представљају еволуцију и развој јерменских цркава са сводовима и куполом на средини које су снажно утицале на развој архитектуре и уметности ширег подручја. Грађевине се састојe од манастирског комплекса Ечмијадзинске катедрале (из 303. године), Цркве Свете Хрипсиме (из 618. године), Цркве Свете Гајане (из 630. године), зидина од 10 метара и саборне цркве Шогакат (из 1694. године); а уз њих је везан и археолошки локалитет Катедрале у Звартноцу (из 7. века) на јужном крају града Ечмијадзина. Оне су уврштене на УНЕСКО-в списак Светске баштине у Азији и Аустралазији 2000. године.
- Ечмијадзинска катедрала, западни портал са звоником
- Црква Свете Хриписме
- Црква Свете Гајане

- Црква Шогакат
- Руине катедрале у Звартноцу
- Реконструкција Катедрале у Звартноцу
- Карта Ечмијадзина са истакнутим црквама

## Ечмијадзинска катедрала
Мајчинска катедрала Свете Мајке Божје (јерм. Մայր Տաճար Սուրբ Էջմիածին, Majar tajar Surb Edžmijadzin) једна је од најстаријих цркви на свету, изграђена за време Светог Гргура Просветитеља, оснивача Јерменске апостолске цркве, у периоду 301—303. године, у време када је Јерменија прогласила хришћанство државном религијом (као прва таква држава на свету).
Изворно не изграђена као надсвођена базилика, али је после оштећења у политичким нередима у 5. веку, обновљена 480. године са основом у облику крста. Године 618. дрвена купола је замењена идентичном од камена која је преживела до данас. Њену тежину носе независни стубови на витким аркадама у склопу спољних зидова. Стубови на северној страни су из 4. и 5. века. Троспратни звоник изнад западног портала је из 17. века. Ротунда са шест стубова, која почива на четворостубној основи, изграђена је почетком 18. века изнад северне, источне и јужне апсиде, чиме је црква добила обрис петокуполне грађевине.
Катедрала је окружена многим грађевинама, као што су Патријархална резиденција, Веће или Divanatoon, Краљевска врата Трдата III, Ризница Алексија и Марије Маногијан, Музеј Кримијан, Јерменске монашке ћелије, старо семениште, сат-торањ и библиотека, и хачкарима изграђеним током многих векова.

## Остале цркве
Црква Свете Хрипсиме (јерм. Սուրբ Հռիփսիմէի եկեղեցի) изграђена је 618. године као католикос (главна црква) манастира Гомидас, изграђеног на темељима маузолеја краља Исака Великог (395. године), и од тада је непромењена. Сматра се најстаријим примером јерменске цркве класичног периода јерменске уметности. Она је савршен пример цркве основе у облику крста са куполом на средишту. Њоме доминира склад нацрта и пропорција, као и једноставност класичне чистоће њеног удубљења које имају одлике најбоље јерменске архитектуре раног средњег века. У њој се чувају посмртни остаци Свете Хрипсиме, хришћанске светитељке из времена покрштавања Јермена 301. године.
Црква Свете Гајане (јерм. Սուրբ Գայանէ եկեղեցի, Surb Gajane) из 630. године потиче из времена владавине католикоса Езре I и одликује се складним и витким пропорцијама. Њен облик је непромењен упркос делимичним обновама куполе и свода 1652. године, када је изграђен са аркадама на њеном западном делу који је постао маузолеј многих јерменских веродостојника.
Црква Шогакат (јерм. Շողակաթ եկեղեցի, у преводу зрак светла, према предању да је зрак светла обасјао часне сестре Свете Рипсиме приликом њихових мучеништва), изграђена је 1694. године за време владавине кнеза Агмала Соротетсија (према подацима са остатака базилике из 6. века).

## Катедрала у Звартноцу
Катедрала у Звартноцу (јерм. Զուարթնոց у преводу небеских анђела) изграђена је по налогу католикоса Нерсеса III у периоду 641—653. године и налази се на источном крају Ечмијадзина. Била је јединствена по свом облику: кружне основе са средишњом куполом на колонади аркада и полигоналним спољним зидовима од 32 ћошка. Уз њу су се налазила Патријархална палата и винарија, а унутрашњост јој је била осликана фрескама. Она је снажно утицала на многе грађевине које су у будућности изграђене у Јерменији и шире (Турска и Иран). Уништена је у снажном земљотресу 930. године и откривена је тек почетком 20. века. Њен проналазач, архитекта Торос Тораманијан, предузео је и прве радове на њеној обнови.